# Raveniopsis jauaensis
Raveniopsis jauaensis är en vinruteväxtart som beskrevs av J.A. Steyermark. Raveniopsis jauaensis ingår i släktet Raveniopsis och familjen vinruteväxter. Inga underarter finns listade i Catalogue of Life.